# かえるの王さま

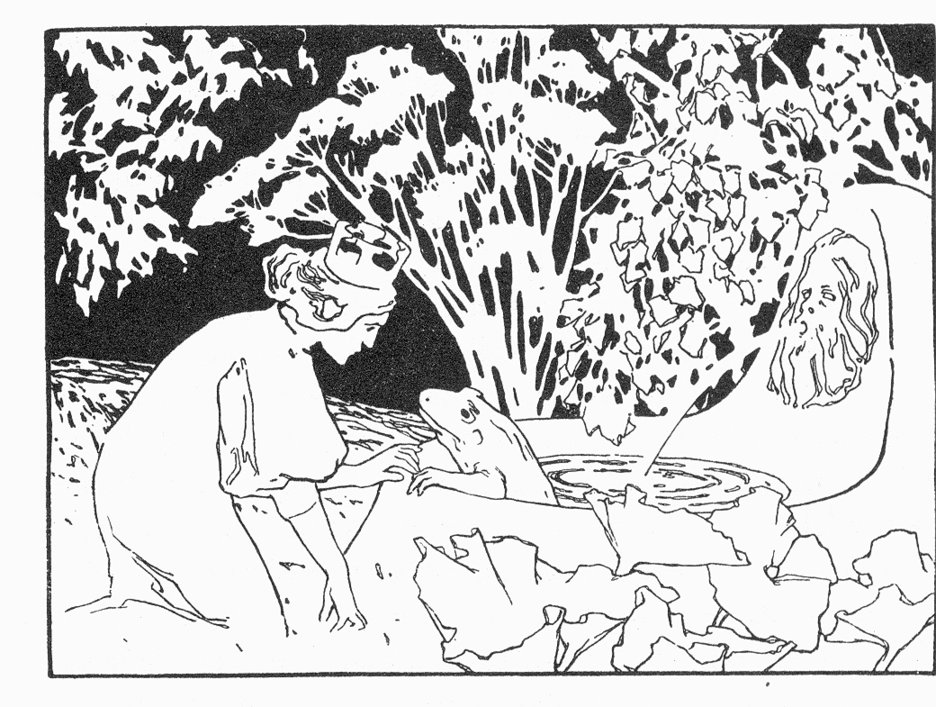
「Der Froschkönig」オットー・ウベローデ作 1907年

かえるの王さま（かえるのおうさま、Der Froschkönig oder der eiserne Heinrich、KHM番号：KHM1）はグリム童話のひとつ。日本では、副題まで含めたかえるの王さま、あるいは鉄のハインリヒ、児童書などではかえるの王子（様）、かえると金のまりとも題されている。

## あらすじ
ある国の王女が、森の泉に金の鞠を落としてしまう。そこへカエルが「自分を王女様のお友達にしてくれて、隣に座って同じ皿から食事を取って、あなたのベッドで寝かせてくれるのなら、拾ってきてあげよう」と申し出る。王女は条件をのむが鞠を取り戻せた途端、カエルを置き去りにして走って城へ帰ってしまう。
翌日王女が家族と夕食を取っていると、カエルが城に現れて王女に約束を守るように要求する。
王は王女から事情を訊き、約束を守るように命じる。王女が嫌々ながらもカエルと一緒に夕食をとった後、カエルは王女のベッドでの同衾を要求する。王女は恐怖と嫌悪から泣きながら拒むが、王の命令によって寝室へ行くこととなる。
王女は寝室の隅にカエルを置いて一人で寝てしまおうとするが、カエルは「自分をベッドに上げてください、さもないと王に言いつける」と抗議する。王女は腹を立て、罵りながらカエルを壁に叩きつけようとする。するとカエルの魔法が解け、立派な王子の姿に戻る。これまでの無礼を詫びた王の求婚を受け、間もなく二人は仲良くなり、婚約をする。
しばらくして、王子の国から忠実な家来のハインリヒが馬車で迎えにやってくる。ハインリヒは王子がカエルになってしまった折、悲しみに胸が張り裂けそうだったので胸に3本の鉄の帯を巻き付けていたが、無事人に戻ることのできた王子と花嫁と共に祖国に戻る道中、鉄帯は喜びによって1本ずつ大きな音をたてて弾けて外れていく。
参考文献
- 吉原高志、吉原素子, 1993年.『グリム〈初版〉を読む』 白水社 （底本：グリム『子供と家庭のメルヒェン集』初版 1812）pp.28-37.

## 解説
「かえるの王さま」は1812年のグリム童話初版から、最終決定版の7版まで一貫して巻頭を飾る話である。草稿である1810年版では「王女と魔法をかけられた王子」というタイトルだった。グリム兄弟は初版から7版に至るまで版を重ねるごとに加筆と修正を加え、初版に比べて7版の分量は1.5倍に増えている。口承文芸の素朴さを持つ初版に比べて、7版はロマン主義的文学の色彩が強くなり、創作メルヘンに近い読みものとなっている。
「鉄の帯が外れる」とはドイツ語のことわざの「Mir fällt ein Stein vom Herzen (直訳：心の石が落ちる、意味：肩の荷が下りる)」に掛けた表現で、胴体から鉄の鎧が外れて行く描写は心から固い石がはがれ落ちてほっとすると言う表現を連想させる。おとぎ話の特徴のひとつに、人物の心理描写を避け、その代わりとして表象的な物体でその心理を表現する慣習がある。ハインリヒの鉄のたがは悲しみの表象であり、王も王女もハインリヒも全員が無事に幸せになったという結末を象徴する締め言葉である。
また、カエルを壁に叩きつけるのではなくカエルにキスをすることで魔法が解けるという版も存在する。

## 日本における類似の童話
- 蛙息子 - 鹿児島県の上甑島に伝えられている昔話で、子宝に恵まれなかった夫婦が神に祈願すると妻は蛙の子を産む。蛙はその容姿の醜さ故に人に嫌われるが、やがて立派な青年となって出てきて幸福な結婚をするという話。

- 蔵王堂 - 不信心者が大鷲にさらわれ、鷲の巣に囚われたが、改めて仏法への帰依を誓い悔い改めることで、蔵王権現の霊験で、蛙の姿に変えられ救い出されたという説話に基づく。「蔵王堂蛙飛び」という行事が行われている。

- 田螺長者
- 蛙と姉妹